# Південно-Західний фронт (Російська імперія)

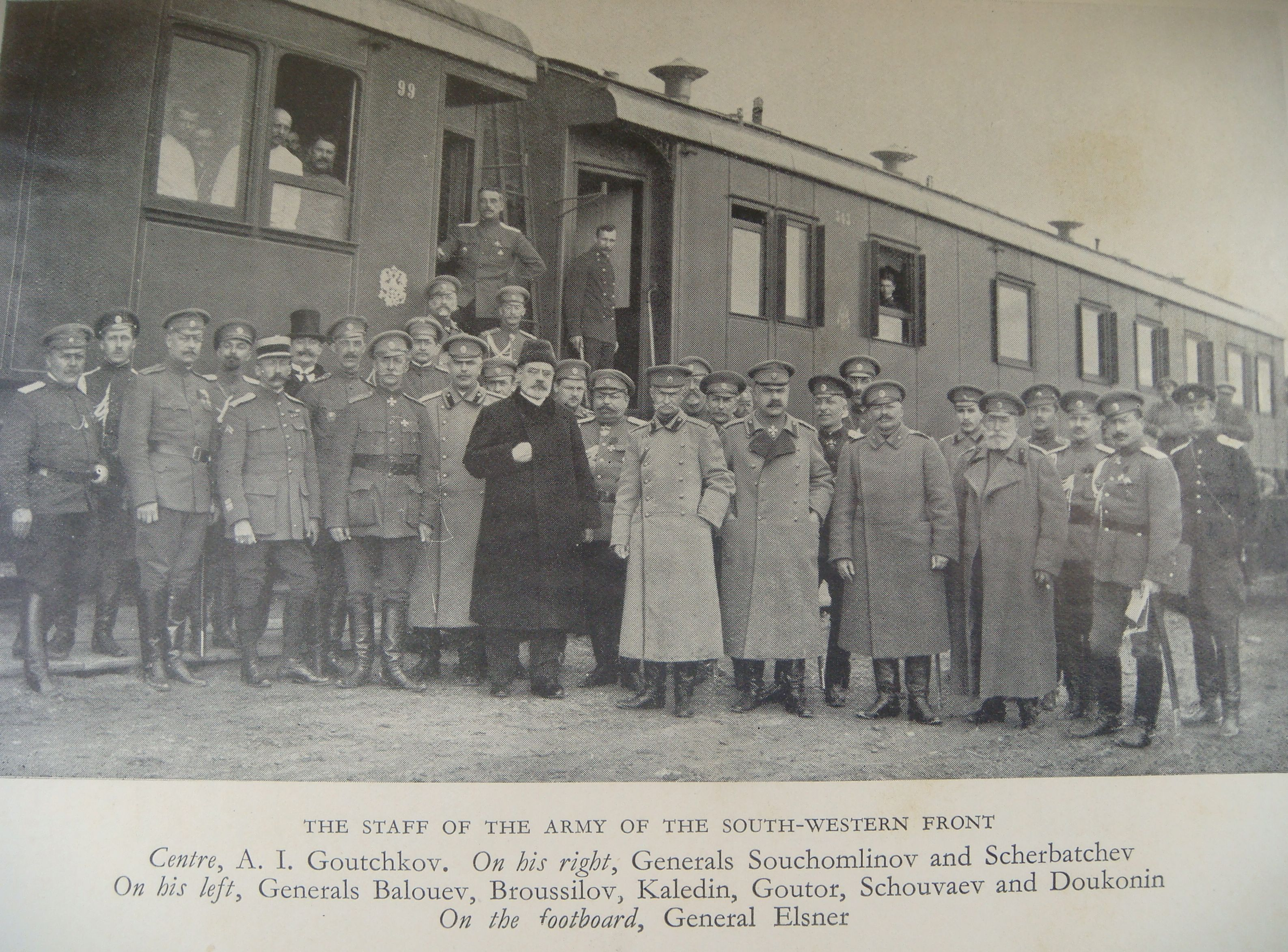
Штаб Південно-Західного фронту, 1917

Півде́нно-За́хідний фронт — загальновійськове оперативно-стратегічне об'єднання (фронт) російських військ на Східноєвропейському театрі воєнних дій Першої світової війни (1914—1918).

## Історія створення
Утворений 19 липня (1 серпня) 1914 року. Брав участь в операціях проти німецько-австрійських військ на південно-західному напрямі.

## Військові операції
- Галицька битва (23 серпня — 11 вересня 1914)
- Зимова битва в Карпатах (січень — 20 квітня 1915)
- Горлицький прорив (2 — 10 травня 1915)
- Брусиловський прорив (22 травня — 7 вересня 1916)
- Наступ Керенського (18 червня — липень 1917)

## Командувачі
Командувачі фронту:
- генерал від артилерії Микола Іванов (липень 1914 — березень 1916),
- генерал від кавалерії Олексій Брусилов (березень 1916 — травень 1917),
- генерал-лейтенант Олексій Гутор (травень — липень 1917),
- генерал від інфантерії Лавр Корнілов (липень 1917),
- генерал-лейтенант Петро Балуєв (липень — серпень 1917),
- генерал-лейтенант Антон Денікін (серпень 1917),
- генерал-лейтенант Федір Огородніков (вересень 1917),
- генерал-лейтенант Микола Володченко (вересень — листопад 1917),
- генерал-лейтенант Микола Стогов (листопад — грудень 1917),
- генерал-лейтенант Володимир Єгор'єв (січень — лютий 1918).

## Склад військ фронту
- 1-ша армія (липень — вересень 1917)
- 3-тя армія (липень 1914 — червень 1915, червень — липень 1916)
- 4-та армія (липень 1914 — липень 1915)
- 5-та армія (липень — вересень 1914)
- 7-ма армія (жовтень 1914 — початок 1918)
- 8-ма армія (липень 1914 — вересень 1917)
- 9-та армія (серпень 1916 — початок 1918)
- 11-та армія (вересень 1914 — початок 1918)
- Особлива армія (вересень — листопад 1916, липень 1917 — початок 1918)
- Дунайська армія (21 листопада — 5 грудня 1916)
- Чехословацький окремий стрілецький корпус  — з жовтня 1917

Південно-Західний фронт простягався на 615 км. На 1 квітня 1917 року до його складу входили Особлива, 7-ма, 8-ма і 11-та армії загальною чисельністю 2315 тисяч солдат і офіцерів, а з тиловими закладами і установами 3265 тисяч, з яких 1,2 мільйона осіб були українцями.